# يوسف عزيز
يوسف عزيز وهو مغني وملحن ومؤلف أغاني ومقدم برامج تلفزيوني عراقي كلداني ولد في سنة 1974 في بغداد في العراق وتعود أصوله إلى بلدة ألقوش في محافظة نينوى ولديه ماجستير (أثنوموزوكولوجي) ( علم موسيقى الأعراق والشعوب ) من قسم الموسيقى / كلية الفنون الجميلة / جامعة بغداد عام 2000 – 2001، بدأ في العمل كمغني وعازف وثم ملحن و موزع موسيقي وكانت بدايته في الكنيسة في تلحين التراتيل وقدم عمل أوركسترالي بعنوان ( بانوراما آلام المسيح ) وألذي شارك به 80 منشد و منشدة و25 عازف من أعضاء الفرقة السمفونية الوطنية، وقد غنى يوسف عزيز أغاني باللغة السريانية وباللغة العربية بلهجتها الفصحى و العراقية العامة منها ( دعيني أقول احبك ) و ( ألوان الحب ) وخلال هذه الفترة الف ووزع الموسيقى التصويريه والألحان لأغاني فلم ( الطوفان ) الذي يتحدث عن حادثة غرق تلكيف عام 1949، وبعدها اندلعت الحرب الخليج الثالثة وأثناء الحرب والظروف الخطرة أنجز موسيقى واغاني فلم (كشرا ددلالي) و (البوم تراتيل بالسورث) ثم سافر بعدها إلى دبي ليقيم هناك سنة ونصف وعمل بالغناء إلى أن التقي صدفة بالأستاذ جورج منصور مدير قناة عشتار الفضائية ليقترح عليه العمل في قناة عشتار الفضائية وكانت تلك البداية وقدم هناك برنامج القيثارة وبرنامج فيديو كليب حيث كان يلتقي بعدة فنانين غناء السورث ويسجل لهم الكليبات وثم ترك العمل في القناة وهاجر إلى أستراليا وتزوج هناك وحصل على الجنسية الأسترالية وثم أصبح يتنقل بين العراق وأستراليا و الولايات المتحدة ويقيم الحفلات في هذه البلدان كما أنه أصدر عدة ألبومات في هذه الفترة، من أشهر أغاني السورث له هي أغنية كبنخ و ألقوش و تلكيبة و تماني شاكنة حالي، كما قام في الفترة الأخيرة بتلحين نشيد الوطني العراقي المقترح وضعه كنشيد وطني للعراق بعد أن يقره البرلمان العراقي، في سنة 2016 قام بتلحين بعض أغاني مسلسل السلطان والشاه ومثل دور موسيقار الشاه في المسلسل.

## وصلات خارجية
- الموقع الرسمي